# Thivars
Thivars est une commune française située dans le département d'Eure-et-Loir en région Centre-Val de Loire.
C'est un village situé à 7 km de Chartres, sa population est d'environ 1 100 habitants. Il est traversé par la rivière l'Eure.

## Géographie

### Situation
Situé dans la vallée de l'Eure à 7 km au sud de Chartres, le village de Thivars est desservi par la D 910 (ex-route nationale 10) et l'autoroute A11 qui le place à 50 minutes de Paris. Ayant intégré la communauté d'agglomération Chartres Métropole depuis 2012, le village de Thivars se développe en gardant son côté rural.

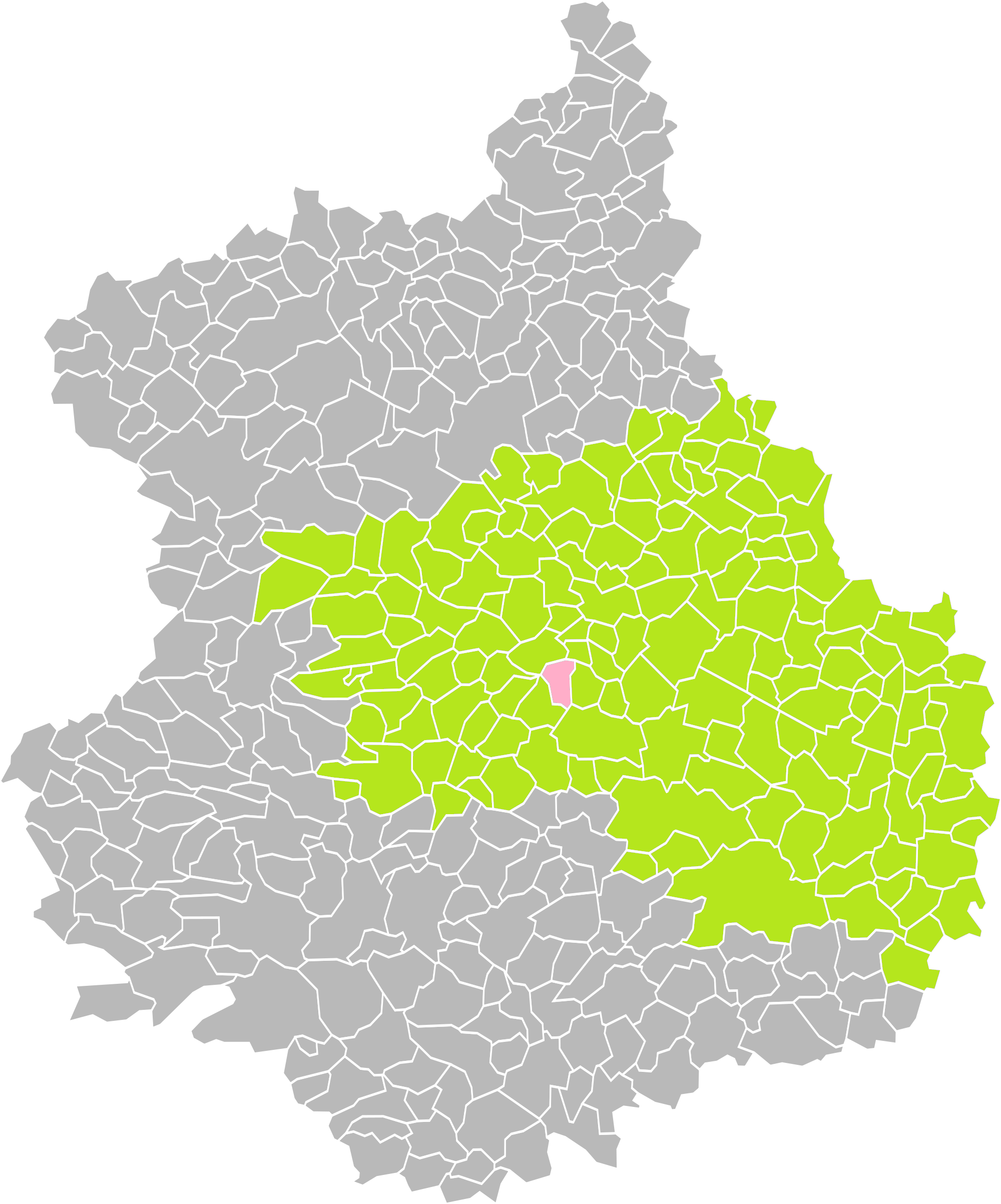
Position de Thivars (en rose) dans l'arrondissement de Chartres (en vert) au sein du département d'Eure-et-Loir (grisé).

### Communes limitrophes
| Fontenay-sur-Eure |          | Barjouville      |
|                   | Thivars  | Ver-lès-Chartres |
| Mignières         | Dammarie |                  |

### Hameaux
- Bluet ;
- Goindreville ;
- Tachainville.

### Hydrographie
Coulant du nord-ouest entre les communes de Nogent-sur-Eure et Fontenay-sur-Eure, la rivière l'Eure, affluent en rive gauche du fleuve la Seine, borde le sud de la commune, traverse ensuite le village et se dirige vers le nord-est et Ver-lès-Chartres.

### Climat
Pour des articles plus généraux, voir Climat du Centre-Val de Loire et Climat d'Eure-et-Loir.
En 2010, le climat de la commune est de type climat océanique dégradé des plaines du Centre et du Nord, selon une étude du CNRS s'appuyant sur une série de données couvrant la période 1971-2000. En 2020, Météo-France publie une typologie des climats de la France métropolitaine dans laquelle la commune est exposée à un climat océanique altéré et est dans la région climatique  Sud-ouest du bassin Parisien, caractérisée par une faible pluviométrie, notamment au printemps (120 à 150 mm) et un hiver froid (3,5 °C). 
Pour la période 1971-2000, la température annuelle moyenne est de 10,5 °C, avec une amplitude thermique annuelle de 14,3 °C. Le cumul annuel moyen de précipitations est de 625 mm, avec 10,3 jours de précipitations en janvier et 7,7 jours en juillet. Pour la période 1991-2020, la température moyenne annuelle observée sur la station météorologique de Météo-France la plus proche, « Chartres », sur la commune de Champhol à 11 km à vol d'oiseau, est de 11,4 °C et le cumul annuel moyen de précipitations est de 606,1 mm,. Pour l'avenir, les paramètres climatiques de la commune estimés pour 2050 selon différents scénarios d'émission de gaz à effet de serre sont consultables sur un site dédié publié par Météo-France en novembre 2022.

## Urbanisme

### Typologie
Au 1er janvier 2024, Thivars est catégorisée commune rurale à habitat dispersé, selon la nouvelle grille communale de densité à 7 niveaux définie par l'Insee en 2022.
Elle est située hors unité urbaine. Par ailleurs la commune fait partie de l'aire d'attraction de Chartres, dont elle est une commune de la couronne,. Cette aire, qui regroupe 117 communes, est catégorisée dans les aires de 50 000 à moins de 200 000 habitants,.

### Occupation des sols
L'occupation des sols de la commune, telle qu'elle ressort de la base de données européenne d’occupation biophysique des sols Corine Land Cover (CLC), est marquée par l'importance des territoires agricoles (84,2 % en 2018), en diminution par rapport à 1990 (85,1 %). La répartition détaillée en 2018 est la suivante : 
terres arables (74,1 %), forêts (9,2 %), zones agricoles hétérogènes (5,4 %), zones urbanisées (5,3 %), prairies (4,7 %), zones industrielles ou commerciales et réseaux de communication (1,2 %). L'évolution de l’occupation des sols de la commune et de ses infrastructures peut être observée sur les différentes représentations cartographiques du territoire : la carte de Cassini (XVIIIe siècle), la carte d'état-major (1820-1866) et les cartes ou photos aériennes de l'IGN pour la période actuelle (1950 à aujourd'hui).

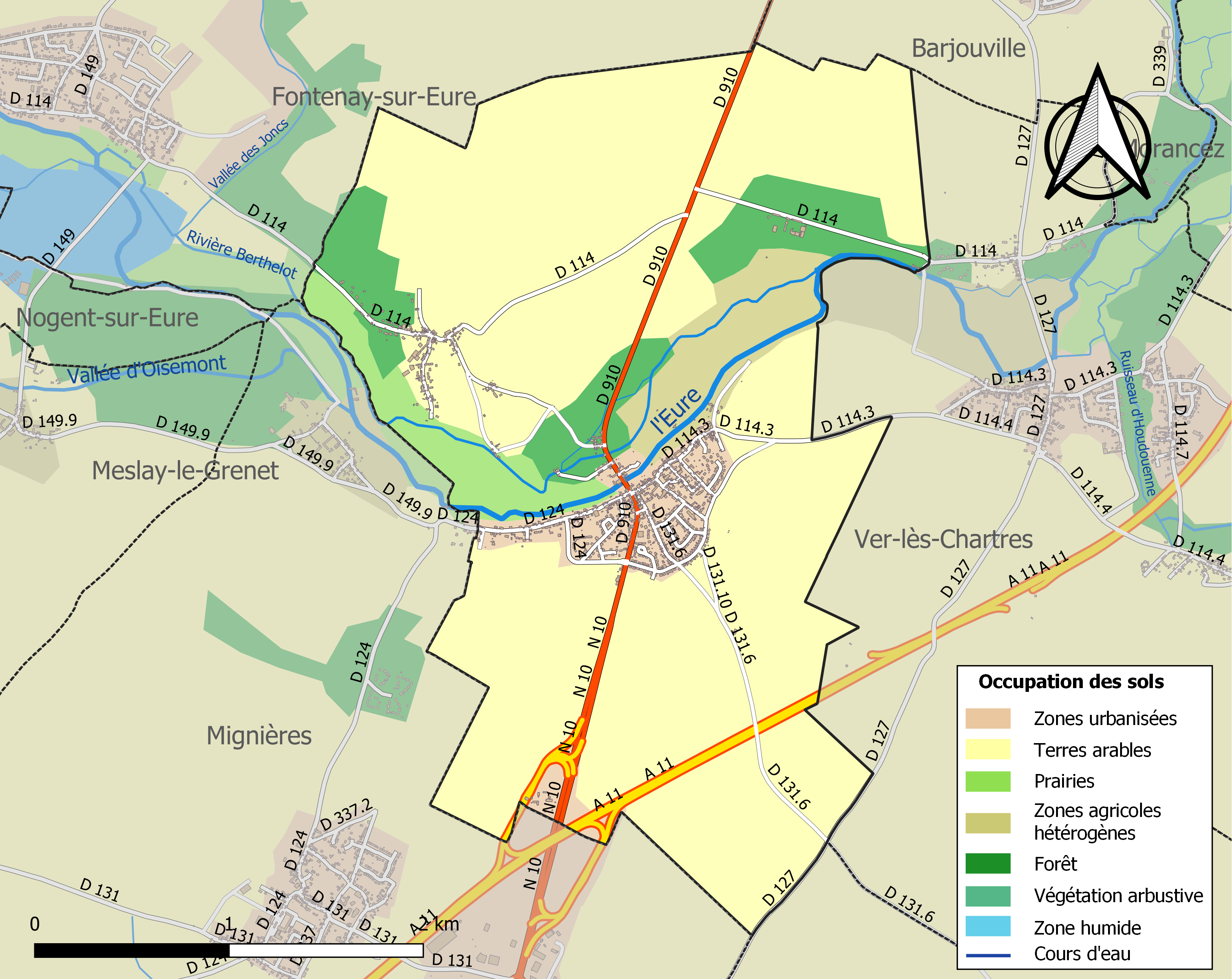
Carte des infrastructures et de l'occupation des sols de la commune en 2018 (CLC).

### Risques majeurs
Le territoire de la commune de Thivars est vulnérable à différents aléas naturels : météorologiques (tempête, orage, neige, grand froid, canicule ou sécheresse), inondationset séisme (sismicité très faible). Il est également exposé à un risque technologique, le transport de matières dangereuses. Un site publié par le BRGM permet d'évaluer simplement et rapidement les risques d'un bien localisé soit par son adresse soit par le numéro de sa parcelle.

#### Risques naturels
Certaines parties du territoire communal sont susceptibles d’être affectées par le risque d’inondation par débordement de cours d'eau, notamment l'Eure. La commune a été reconnue en état de catastrophe naturelle au titre des dommages causés par les inondations et coulées de boue survenues en 1999,.

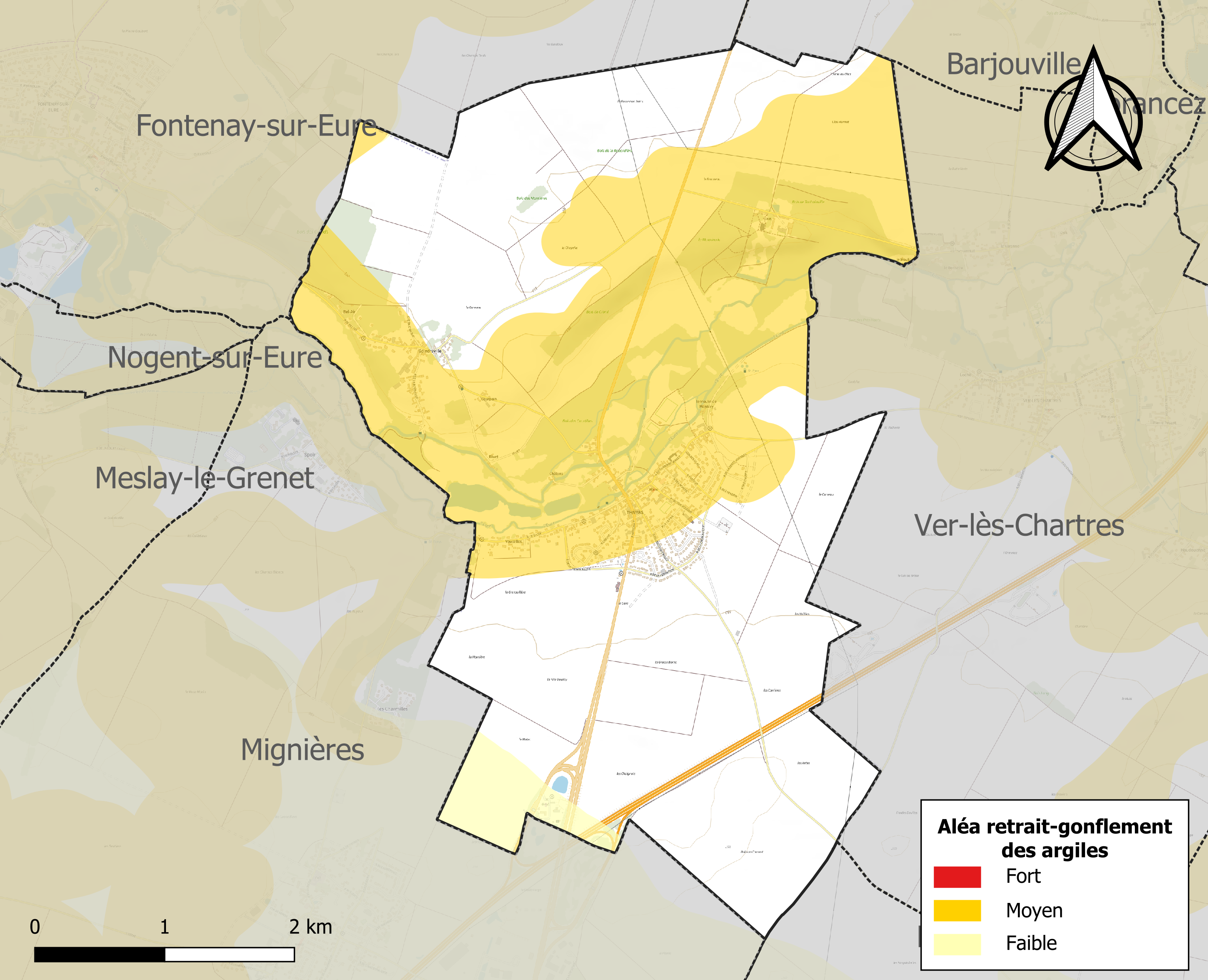
Carte des zones d'aléa retrait-gonflement des sols argileux de Thivars.

Le retrait-gonflement des sols argileux est susceptible d'engendrer des dommages importants aux bâtiments en cas d’alternance de périodes de sécheresse et de pluie. 44 % de la superficie communale est en aléa moyen ou fort (52,8 % au niveau départemental et 48,5 % au niveau national). Sur les 503 bâtiments dénombrés sur la commune en 2019, 387 sont en aléa moyen ou fort, soit 77 %, à comparer aux 70 % au niveau départemental et 54 % au niveau national. Une cartographie de l'exposition du territoire national au retrait gonflement des sols argileux est disponible sur le site du BRGM,.
Concernant les mouvements de terrains, la commune a été reconnue en état de catastrophe naturelle au titre des dommages causés par la sécheresse en 2018 et par des mouvements de terrain en 1999.

#### Risques technologiques
Le risque de transport de matières dangereuses sur la commune est lié à sa traversée par des infrastructures routières ou ferroviaires importantes ou la présence d'une canalisation de transport d'hydrocarbures. Un accident se produisant sur de telles infrastructures est en effet susceptible d’avoir des effets graves au bâti ou aux personnes jusqu’à 350 m, selon la nature du matériau transporté. Des dispositions d’urbanisme peuvent être préconisées en conséquence.

## Toponymie
Le nom de la localité est attesté sous les formes Theuvasium vers 954, Teubas vers 996, Theivasium en 1056.

## Histoire

### Époque moderne
Le village devient un bourg influent sous le règne de Louis XIV, car l'ancienne nationale a été construite quelques années auparavant pour faciliter le commerce entre Paris et le port de Bordeaux. Cette route facilite le développement de la ville qui voit sa population passer de 100 à presque 300.

### Époque contemporaine

#### XXesiècle
Pendant la Seconde Guerre mondiale, Thivars fait partie, comme toutes les communes boisées de la vallée de l'Eure, des hauts lieux de la Résistance à l'occupation allemande. Le village est à cette époque un lieu stratégique majeur avec la nationale qui le traverse, reliant Paris à Bordeaux. Elle était donc un lieu de passage important de troupes allemandes.

## Politique et administration

### Élections municipales du 15 mars 2020
- Maire sortant : Annick Marcetteau (ne se représente pas)
- Aucun des quinze sièges du conseil municipal, ni celui du conseil communautaire n'est pourvu lors de ce scrutin[18]

### Liste des maires
| Période                                  | Période      | Identité             | Étiquette | Qualité                                    |
| ---------------------------------------- | ------------ | -------------------- | --------- | ------------------------------------------ |
| 1800                                     | 1817         | Pierre Lemoine       |           |                                            |
| 1817                                     | 1829         | Lubin Peigne         |           |                                            |
| 1829                                     | 1831         | Jean Lejards         |           |                                            |
| 1831                                     | 1832         | Louis Perrier        |           |                                            |
| 1832                                     | 1834         | Jean Paragot         |           |                                            |
| 1834                                     | 1835         | Jean Joisneau        |           |                                            |
| 1835                                     | 1840         | Louis Perrier        |           |                                            |
| 1840                                     | 1848         | Nicolas Guillard     |           |                                            |
| 1848                                     | 1851         | François Saucie      |           |                                            |
| 1851                                     | 1871         | Louis Bouchard       |           |                                            |
| 1871                                     | 1872         | Pierre Petit         |           |                                            |
| 1872                                     | 1878         | Pierre Tachot        |           |                                            |
| 1878                                     | 1881         | Joseph Guillaume     |           |                                            |
| 1881                                     | 1884         | Pierre Petit         |           |                                            |
| 1884                                     | 1887         | Joseph Guillaume     |           |                                            |
| 1887                                     | 1888         | Adrien Deschamps     |           |                                            |
| 1888                                     | 1903         | Adrien Tachot        |           |                                            |
| 1903                                     | 1904         | Désiré Rivet         |           |                                            |
| 1904                                     | 1908         | Gustave Carré        |           |                                            |
| 1908                                     | 1925         | Bernard Jousselin    |           |                                            |
| 1925                                     | 1955         | Hector Boudon        | DVD       | Agriculteur                                |
| 1955                                     | 1995         | Yves de Saint-Laumer | DVD       | Retraité                                   |
| 1995                                     | juillet 2020 | Annick Marcetteau    |           | Retraitée                                  |
| juillet 2020                             | En cours     | Olivier Soufflet,    |           | Adjudant-chef de gendarmerie à la retraite |
| Les données manquantes sont à compléter. |              |                      |           |                                            |

## Population et société

### Démographie
L'évolution du nombre d'habitants est connue à travers les recensements de la population effectués dans la commune depuis 1793. Pour les communes de moins de 10 000 habitants, une enquête de recensement portant sur toute la population est réalisée tous les cinq ans, les populations de référence des années intermédiaires étant quant à elles estimées par interpolation ou extrapolation. Pour la commune, le premier recensement exhaustif entrant dans le cadre du nouveau dispositif a été réalisé en 2004.

En 2022, la commune comptait 1 099 habitants, en évolution de +3 % par rapport à 2016 (Eure-et-Loir : −0,23 %, France hors Mayotte : +2,11 %).
| 1793 | 1800 | 1806 | 1821 | 1831 | 1836 | 1841 | 1846 | 1851 |
| ---- | ---- | ---- | ---- | ---- | ---- | ---- | ---- | ---- |
| 366  | 453  | 465  | 505  | 591  | 638  | 626  | 664  | 653  |

| 1856 | 1861 | 1866 | 1872 | 1876 | 1881 | 1886 | 1891 | 1896 |
| ---- | ---- | ---- | ---- | ---- | ---- | ---- | ---- | ---- |
| 718  | 713  | 675  | 627  | 610  | 595  | 626  | 660  | 643  |

| 1901 | 1906 | 1911 | 1921 | 1926 | 1931 | 1936 | 1946 | 1954 |
| ---- | ---- | ---- | ---- | ---- | ---- | ---- | ---- | ---- |
| 590  | 601  | 523  | 526  | 536  | 519  | 536  | 526  | 501  |

| 1962 | 1968 | 1975 | 1982 | 1990 | 1999 | 2004 | 2006 | 2009 |
| ---- | ---- | ---- | ---- | ---- | ---- | ---- | ---- | ---- |
| 527  | 533  | 835  | 859  | 975  | 959  | 986  | 981  | 959  |

| 2014  | 2019  | 2022  | - | - | - | - | - | - |
| ----- | ----- | ----- | - | - | - | - | - | - |
| 1 064 | 1 044 | 1 099 | - | - | - | - | - | - |

## Économie
Tous les commerces du village se trouvent sur la RD 910, et notamment :
- une boulangerie
- deux banques
- trois restaurants
- un bar
- deux garages
- trois salons de coiffure
- un salon d'esthétique
- une pharmacie
- un magasin de proximité

## Culture locale et patrimoine

### Lieux et monuments
Ce petit village de la Beauce est traversé par la route nationale 10, déclassée en route départementale 910. Sa relative célébrité est à moitié due à cette nationale. L'autre moitié est due à sa proximité avec la ville de Chartres et sa cathédrale.
Le village est un bourg important pour les villages voisins à cause de son bureau de poste, mais aussi grâce à sa gendarmerie, tout juste rénovée et qui dessert les communes voisines. Le village est entouré de champs de blé, de bras de l'Eure et d'étangs. Malgré sa proximité avec Chartres, Thivars fait partie d'une région très campagnarde et verdoyante de la vallée de l'Eure.
Le village possède deux silos, dont un non utilisé, pour stocker le blé, le colza ou le maïs des champs aux alentours. Il y a aussi en bordure du village un stade de football situé au bord de l'Eure.

Lieux et monuments de Thivars
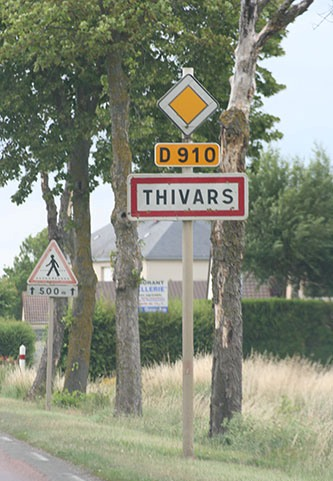
Entrée du village.
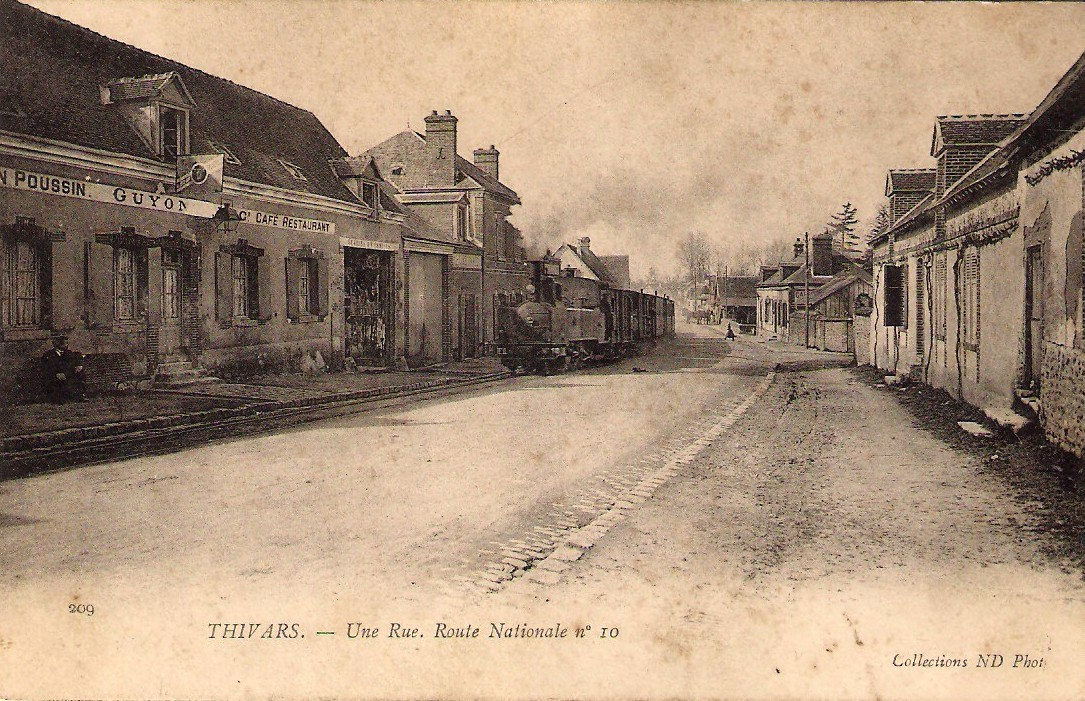
Tramways d'Eure-et-Loir sur la RN10 (avant 1904).
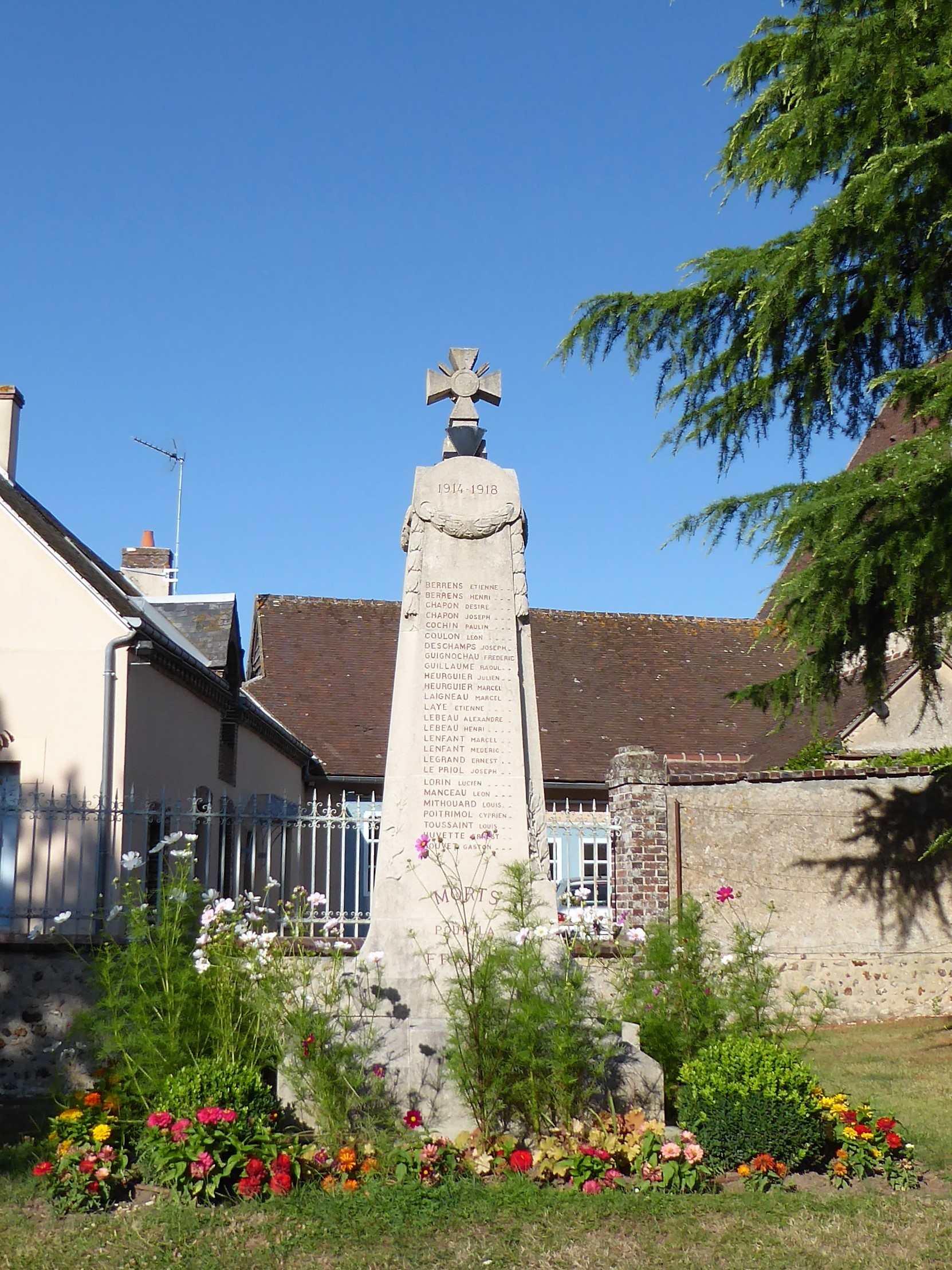
Le monument aux morts.

#### Église Saint-Hilaire
Visible depuis tout le village, l'église, dédiée à saint Hilaire de Poitiers, date du XVIe siècle, comme le témoigne la date de 1545 gravée sur un angelot de la tourelle du clocher.
Elle est située au cœur du village, place de la Mairie. Grâce à cette église, le village possède aujourd'hui le rattachement administratif de plusieurs hameaux ne possédant pas de lieu de culte et se trouvant à proximité du bourg, comme Tachainville, Goindreville et Bluet.
Le vitrail de sainte Radegonde est posé en 1900, à la suite d'une souscription ouverte auprès des paroissiens. En 1940, deux bombes soufflent les vitraux du mur sud qui sont remplacés par des verres cathédrale. En 1955, Bernard Campin réalise un vitrail représentant la Nativité. En 1987, Michel Petit crée un vitrail de saint Hilaire.

Lieux et monuments de Thivars
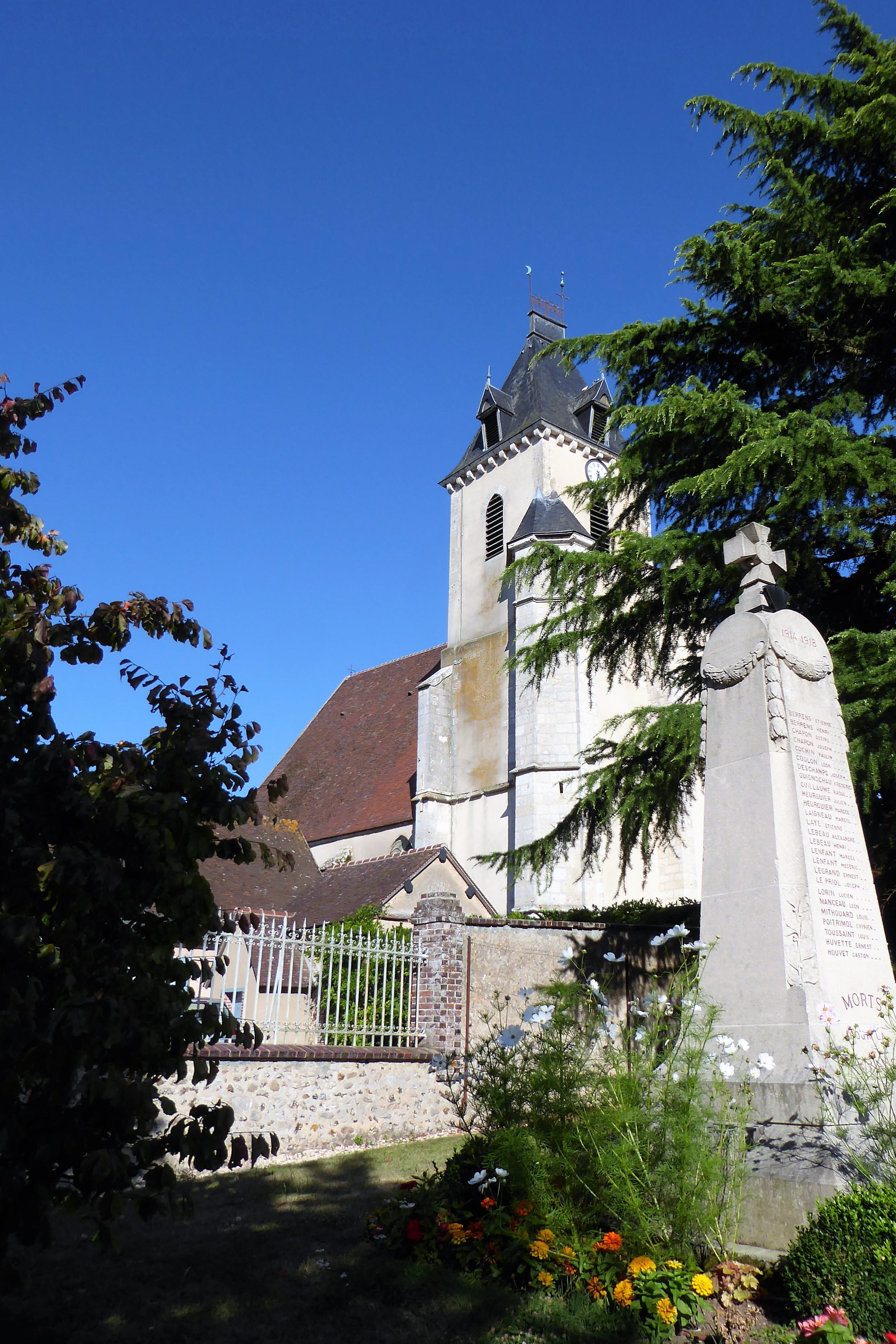
Église et monument aux morts.
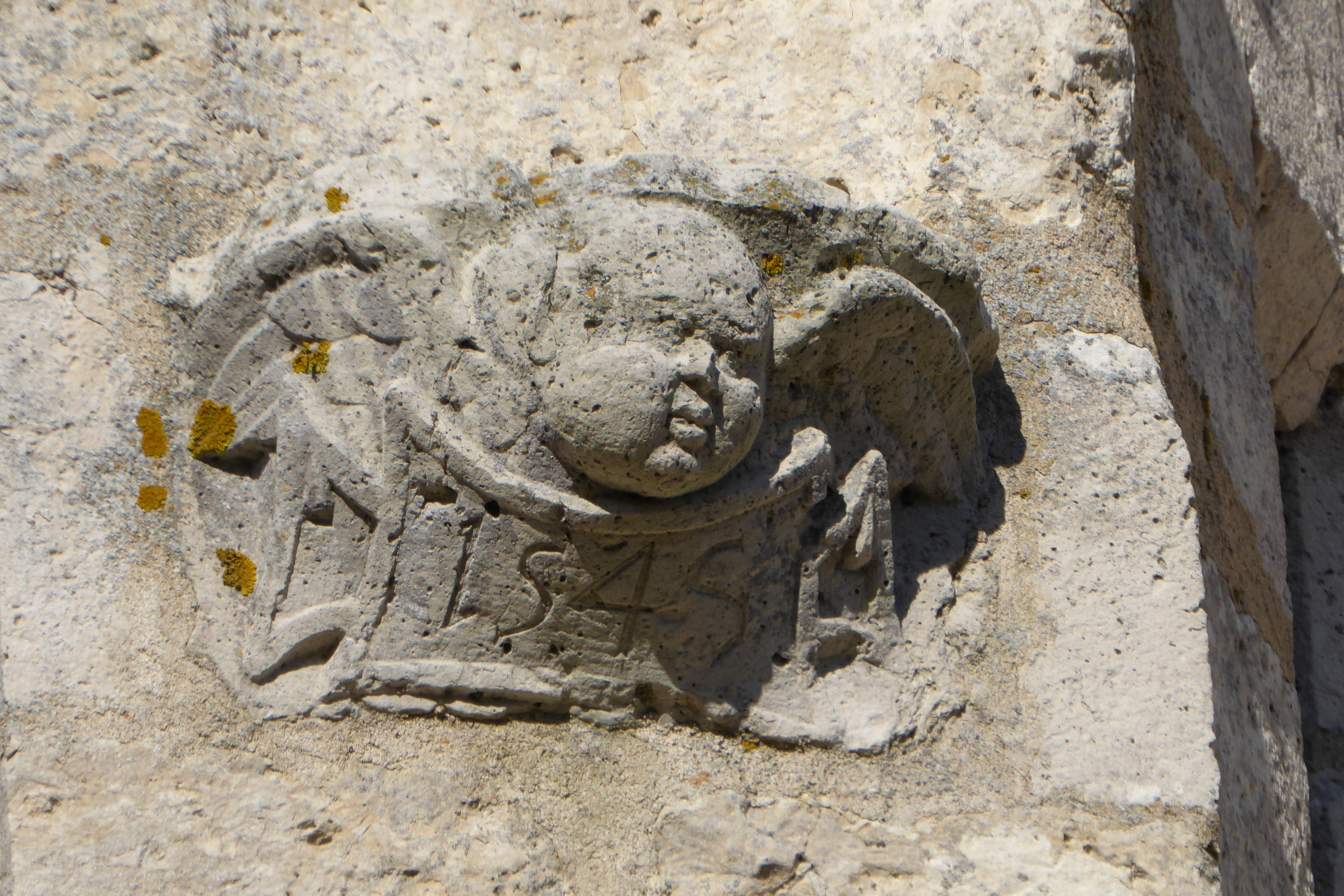
Sculpture d'angelot datée de 1545 sur la tourelle du clocher.
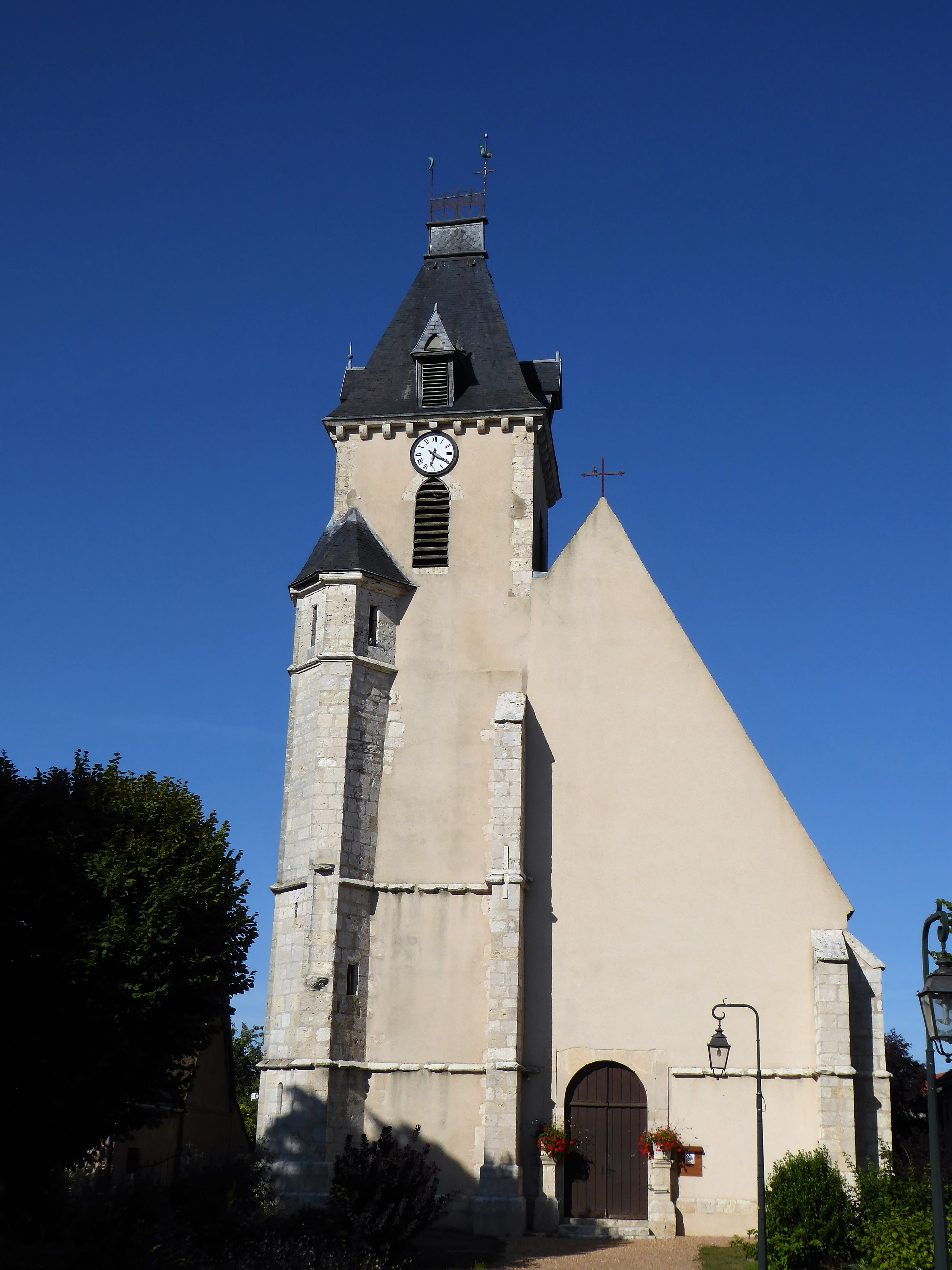
Façade ouest.

### Personnalités liées à la commune
- Simone Segouin (1925-2023), résistante française née à Thivars ;
- Michel Petit (1934-2022), maître verrier français.